# Monique Currie
Monique Paulette Currie (Washington, 25 febbraio 1983) è un'ex cestista statunitense, professionista nella WNBA.

## Carriera
È stata selezionata dalle Charlotte Sting al primo giro del Draft WNBA 2006 (3ª scelta assoluta).
Con gli Stati Uniti ha disputato le Universiadi di Smirne 2005.

## Palmarès
- WNBA All-Rookie First Team (2006)